# Ludwig-Pfau-Straße 46 und 48 und Happelstraße 57 (Heilbronn)

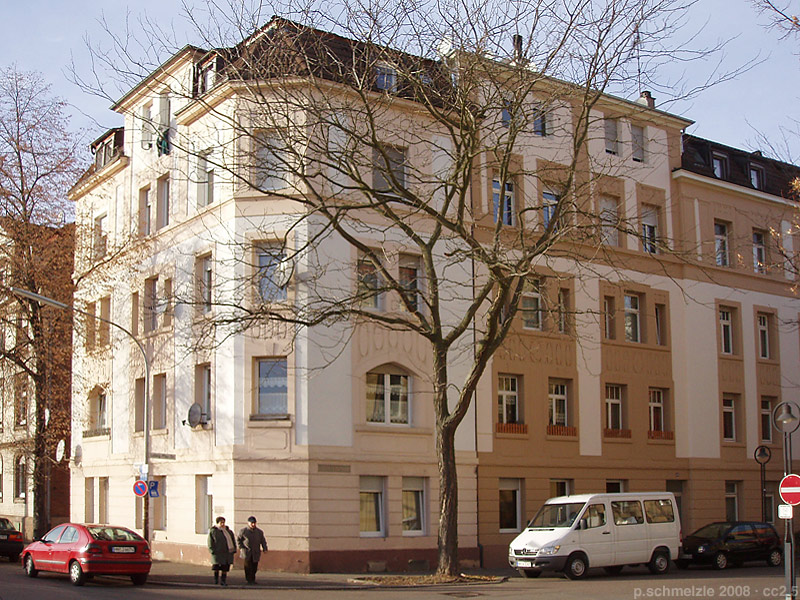
Doppelhaus an der Ludwig-Pfau-Straße 46/48 und Happelstraße 57

Das Doppelhaus Ludwig-Pfau-Straße 46 und 48 und Happelstraße 57 in Heilbronn ist ein denkmalgeschütztes Gebäude in der Heilbronner Südstadt.

## Lage und Umgebung
Das Gebäude liegt an der Ecke Ludwig-Pfau-Straße/Happelstraße innerhalb eines historischen Arbeiterwohngebiets, das im Jahre 1873 vom Stadtbaumeister Reinhard Baumeister entworfen wurde. Während die Ludwig-Pfau-Straße nach dem Heilbronner Ehrenbürger und Dichter Ludwig Pfau benannt wurde und als Achse von Nord nach Süd verläuft, wurde die Happelstraße nach einem weiteren Ehrenbürger, dem Kaufmann Wilhelm Happel, benannt.
Sowohl die Ludwig-Pfau-Straße als auch die Happelstraße wurden in den Jahren 1977–1981 von der Stadtplanung und Stadtsiedlung saniert. Am 15. Juni 2004 wurde schließlich das gesamte Wohngebiet „Heilbronn-Südviertel“, zusammen mit der Ludwig-Pfau-Straße und Happelstraße, förmlich als Sanierungsgebiet per Satzung ausgewiesen.

## Geschichte
Der Schreinermeister Ernst Nahm ließ das Gebäude als Mietshaus errichten, wobei jede Wohnung über eine Loggia verfügte, die auf den Garten im rückwärtigen Teil des Hauses ausgerichtet war. Das Haus hatte, wie die meisten anderen Häuser des historischen Arbeiterwohngebietes bei ihrer Fertigstellung, Dreizimmerwohnungen ohne Bad, wobei das Erdgeschoss oft geschäftlich genutzt wurde. Auch hier wurde das Erdgeschoss des Eckhauses ursprünglich als Kontor genutzt.
Der Gebäudeteil Ludwig-Pfau-Straße 46 gehörte 1950 der Arbeiterin Karoline Hofmann, der Gebäudeteil Nr. 48 der in Frankenbach lebenden Philippine Ritter und der Gebäudeteil Happelstraße 57 dem Elektromonteur Otto Merker. 1961 gehörte der Gebäudeteil Ludwig-Pfau-Str. 46 dem Schreiner Heinrich Streckfuß, die Nr. 48 gehörte dem in der Karl-Marx-Straße lebenden Otto Vetter und der Gebäudeteil Happelstraße 57 gehörte der Witwe Klara Merker.

## Beschreibung
Das für Arbeiter- und Handwerkerfamilien errichtete Mehrfamilienhaus besteht aus Häusern, die miteinander verbunden worden sind. So wurde das Doppelhaus an der Ludwig-Pfau-Straße mit dem Haus zur Happelstraße hin als ein gemeinsames, viereinhalbgeschossiges Gebäude mit verputzter Fassade im Jugendstil errichtet. Das mittige Zwerchhaus verbindet beide Gebäudehälften des Doppelhauses an der Ludwig-Pfau-Straße optisch miteinander.

## Kunstgeschichtliche Bedeutung
Das von Adolf Braunwald entworfene Wohnhaus ist ein Beispiel für die Loslösung vom Historismus. So ist das Gebäude vom Jugendstil geprägt und trägt für seine Bauzeit in den Jahren 1906/1907 „durchaus moderne Züge“.
So verzichtete man darauf, die Fassade in Sichtmauerwerk auszuführen, wie es für diese Zeit und für das Stadtviertel üblich war. Stattdessen ist die Fassade von einer „unhistoristischen Formensprache“ geprägt und man zog es vor, sie mit einer „jugendstilhafter Putzornamentik“ zu dekorieren. Das Gebäude wurde als Kulturdenkmal unter Denkmalschutz gestellt.